# 真田山町
真田山町（さなだやまちょう）は、大阪府大阪市天王寺区にある町名。丁番を持たない単独町名である。

## 地理
天王寺区の北東部に位置し、南に味原町、北に玉造本町、西に餌差町、東に玉造元町と舟橋町と接している。

## 歴史
町名は、明治時代、大日本帝国陸軍第四師団の騎兵隊第四聯隊の営舎があり、俗に“真田山の聯隊”と呼ばれていたことに由来。
なお、安土桃山時代1614年（慶長19年）の大坂の陣（冬の陣）で、豊臣方の真田信繁（幸村）が大坂城の出城（出丸）として構築した「真田丸」跡は、隣接する餌差町にある（現：明星中学校・高等学校）。

## 世帯数と人口
2019年（平成31年）3月31日現在の世帯数と人口は以下の通りである。
| 町丁     | 世帯数  | 人口  |
| -------- | ------- | ----- |
| 真田山町 | 313世帯 | 691人 |

### 人口の変遷
国勢調査による人口の推移。
| 1995年（平成7年）  | 668人 | [ 6 ]  |  |
| 2000年（平成12年） | 724人 | [ 7 ]  |  |
| 2005年（平成17年） | 687人 | [ 8 ]  |  |
| 2010年（平成22年） | 662人 | [ 9 ]  |  |
| 2015年（平成27年） | 655人 | [ 10 ] |  |

### 世帯数の変遷
国勢調査による世帯数の推移。
| 1995年（平成7年）  | 239世帯 | [ 6 ]  |  |
| 2000年（平成12年） | 281世帯 | [ 7 ]  |  |
| 2005年（平成17年） | 276世帯 | [ 8 ]  |  |
| 2010年（平成22年） | 274世帯 | [ 9 ]  |  |
| 2015年（平成27年） | 278世帯 | [ 10 ] |  |

## 事業所
2016年（平成28年）現在の経済センサス調査による事業所数と従業員数は以下の通りである。
| 町丁     | 事業所数 | 従業員数 |
| -------- | -------- | -------- |
| 真田山町 | 57事業所 | 323人    |

## 交通
- 玉造筋

## 施設
- 真田山公園
  - 真田山庭球場
  - 天王寺スポーツセンター
  - 真田山プール
- 浄照坊
- 大阪市立真田山小学校 - 住所は玉造本町（真田山公園の北隣）
- 真田山陸軍墓地 - 日本で最初[12]かつ最大の陸軍墓地。住所は玉造本町（真田山小学校の北隣）

## その他

### 日本郵便
- 〒543-0015[3]（集配局：天王寺郵便局[13]）